# 334P/NEAT
Pour les articles homonymes, voir Comète NEAT.
334P/NEAT est une comète périodique du système solaire, découverte le 24 février 2001 par le programme NEAT.